# Dickleburgh and Rushall
Dickleburgh and Rushall is een civil parish in het bestuurlijke gebied South Norfolk, in het Engelse graafschap Norfolk met 1472 inwoners.